# Amatsuki
Amatsuki (あまつき) est un josei manga écrit et dessiné par Shinobu Takayama. Il est prépublié entre 2005 et 2017 dans le magazine Monthly Comic Zero Sum de l'éditeur Ichijinsha, et a été compilé en vingt-quatre tomes. La version française est éditée par Kazé depuis mars 2011 dans sa catégorie Shonen Up!.
Une adaptation en série télévisée d'animation de treize épisodes produite par le Studio Deen a été diffusée entre avril et juin 2008.

## Synopsis
Tokidoki Rikugô est un collégien ordinaire mais peu sociable. Après avoir échoué à son examen d’histoire, il entreprend la visite virtuelle du Japon à l’ère Edo. 
Dans le complexe qui abrite l’exposition, il va faire la connaissance de Kon Shimonome, qui va lui servir de guide. Mais Tokidoki va se perdre et se faire attaquer par un étrange pantin chevauchant une bête féroce. Il ne devra son salut qu’à l’intervention de Kuchiha,une jeune fille mystérieuse et manieuse de sabre hors pair. 
En reprenant conscience, le jeune homme se rend compte qu’il a été transféré dans un monde parallèle identique à celui de la période Edo. Il va retrouver Kon dans cet univers bien étrange où s’affrontent les forces mystiques et démoniaques.

## Manga

### Liste des volumes
| no | Japonais          | Japonais      | Français          | Français          |
| no | Date de sortie    | ISBN          | Date de sortie    | ISBN              |
| --- | ----------------- | ------------- | ----------------- | ----------------- |
| 1 | 5 mars 2005       | 9784758051354 | 24 mars 2011      | 978-2-82030-065-2 |
| Liste des chapitres : - 1re nuit - Lune d'une nuit pluvieuse - 2e nuit - Cité lointaine - 3e nuit - Appel au canidé - 4e nuit - Esprit nocturne fabulateur - 5e nuit - Chant à l'enfant divin - 6e nuit - La parade des monstres - 7e nuit - Tout rompre ou tout avoir |                   |               |                   |                   |
| 2 | 25 octobre 2005   | 9784758051873 | 16 juin 2011      | 978-2-82030-137-6 |
| Liste des chapitres : - 8e nuit - Dieu chien et dieu princesse - 9e nuit - Pluie de printemps, réveil des bourgeons - 10e nuit - Feuille morte - 11e nuit - Aube et éveil - 12e nuit - Nul autre ne sait - 13e nuit - Sémaphore                                        |                   |               |                   |                   |
| 3 | 25 avril 2006     | 9784758052221 | 15 septembre 2011 | 978-2-82030-196-3 |
| Liste des chapitres : - 14e nuit - Aube approchante - 15e nuit - Tempête du matin - 16e nuit - Jour de printemps [1] - 17e nuit - Jour de printemps [2] - 18e nuit - Jour de printemps [3] - Hors-série - Fleur de crépuscule en sommeil                               |                   |               |                   |                   |
| 4 | 25 octobre 2006   | 9784758052436 | 8 décembre 2011   | 978-2-82030-254-0 |
| 5 | 25 avril 2007     | 9784758052733 | 28 mars 2012      | 978-2-82030-321-9 |
| 6 | 25 octobre 2007   | 9784758053129 | 6 juillet 2012    | 978-2-82030-444-5 |
| 7 | 25 mars 2008      | 9784758053389 | 21 novembre 2012  | 978-2-82030-539-8 |
| 8 | 25 septembre 2008 | 9784758053631 | 20 mars 2013      | 978-2-82030-633-3 |
| 9 | 25 mars 2009      | 9784758053976 | 23 avril 2014     | 978-2-82030-763-7 |
| 10 | 25 septembre 2009 | 9784758054232 | 23 juin 2014      | 978-2-82031-691-2 |
| 11 | 24 avril 2010     | 9784758054836 | 6 août 2014       | 978-2-82031-750-6 |
| 12 | 25 octobre 2010   | 9784758055406 | 22 octobre 2014   | 978-2-82031-804-6 |
| 13 | 25 juillet 2011   | 9784758056120 | 11 février 2015   | 978-2-82031-908-1 |
| 14 | 25 février 2012   | 9784758056830 | 10 juin 2015      | 978-2-82032-707-9 |
| 15 | 25 septembre 2012 | 9784758057417 | 14 octobre 2015   | 978-2-82032-194-7 |
| 16 | 25 avril 2013     | 9784758058056 | 3 février 2016    | 978-2-82032-301-9 |
| 17 | 25 novembre 2013  | 9784758058629 | 11 janvier 2017   | 978-2-82032-782-6 |
| 18 | 25 juin 2014      | 9784758059152 | 21 mars 2018      | 978-2-82032-876-2 |
| 19 | 24 janvier 2015   | 9784758059824 | 4 juillet 2018    | 978-2-82033-201-1 |
| 20 | 25 juillet 2015   | 9784758030748 | 9 janvier 2019    | 978-2-82033-251-6 |
| 21 | 25 février 2016   | 9784758031615 |                   |                   |
| 22 | 24 septembre 2016 | 9784758032285 |                   |                   |
| 23 | 24 juin 2017      | 9784758032834 |                   |                   |
| 24 | 25 avril 2018     | 9784758033459 |                   |                   |

## Anime

### Fiche technique
- Format : 13 épisodes
- Réalisation : Kazuhiro Furuhashi
- Character design : Shinobu Tagashira
- Musique : Frontier Works
- Animation : Studio Deen
- Chaîne de diffusion : AT-X, Chiba TV, KBS Kyoto, Nagoya Broadcasting Network, Sun TV
- Diffusion : 4 avril 2008 -  27 juin 2008[2]

### Liste des épisodes
| No | Titre français                            | Titre japonais                 | Titre japonais            | Date de 1re diffusion |
| No | Titre français                            | Kanji                          | Rōmaji                    | Date de 1re diffusion |
| -- | ----------------------------------------- | ------------------------------ | ------------------------- | --------------------- |
| 1  | This Rainy Night's Moon                   | 雨夜之月                       | Ame yoru kore tsuki       | 4 avril 2008          |
| 2  | The Voice That Calls To Dogs              | 狗をよぶ聲                     | Inu wo yobu koe           | 11 avril 2008         |
| 3  | A Monster Along the Way                   | 化物道中(ばけものどうちゅう)   | Bakemono douchuu          | 18 avril 2008         |
| 4  | L'esprit du chien et la princesse enragée | 狗神(いぬがみ)と姫神(ひめがみ) | Inugami to himegami       | 25 avril 2008         |
| 5  | Aube et réveil                            | 暁(あかつき)と目覚め           | Akatsuki to mesame        | 2 mai 2008            |
| 6  | Marks in a Water Channel                  | 澪標(みおつくし)               | Miotsukushi               | 9 mai 2008            |
| 7  | Descending Dawn                           | 暁(あかとき)降(くた)ち         | Akatsuki fu chi           | 16 mai 2008           |
| 8  | The Sleeping Twilight Flower              | 薄暮花(はくぼばな)が眠る       | Hakubo hana ga nemuru     | 23 mai 2008           |
| 9  | Spring Afternoon                          | 春昼(しゅんちゅう)             | Haru hiru                 | 30 mai 2008           |
| 10 | And, The Day Was Shady                    | そして、日は陰り               | Soshite, hi ha kageri     | 6 juin 2008           |
| 11 | Bois Obscurs Et Épais                     | 木の暗茂                       | Ki no kura shigeru        | 14 juin 2008          |
| 12 | Les Deux Côtés De L'Arbre De Vie          | 児手柏の両面                   | Koshu kashiwa no ryoumen  | 21 juin 2008          |
| 13 | Whistle of the Wind from a High Peak      | 高嶺颪の虎落笛                 | Takane orohi no mogaribue | 28 juin 2008          |

### Musique
Générique d'ouverture
Casting Dice de Yuuki Kanno
Générique de fin
Namae no Nai Michi (名まえのない道) de Kaori Hikita

### Seiyuu
- Rikugo Tokidoki : Jun Fukuyama
- Shinonome Kon : Koji Yusa
- Kuchiha : Romi Paku
- Bonten : Junichi Suwabe